# Fibrinolisina
Fibrinolisina ou plasmina é um enzima do plasma que pode degradar a fibrina e o fibrinogênio, acelerarando assim a dissolução dos coágulos sanguíneos. Esta substância é utilizada por via intravenosa no tratamento das tromboses.